# Schwingungen
Schwingungen — второй студийный альбом группы краут-рока Ash Ra Tempel, выпущенный в 1972 году.

## Характеристика
Альбом отличается от своего полностью инструментального предшественника наличием вокала и отсутствием Клауса Шульце, который ушёл делать сольную карьеру. В качестве вокалиста был выбран Джон Л, ранее игравший в Agitation Free (и изгнанный оттуда за то, что был слишком сумасшедшим, вероятно, Ash Ra Tempel пришли к такому же выводу, выгнав его после завершения работы над альбомом). Джон Л. отличался резкой и полностью атональной манерой пения.
Альбом начинается довольно блюзовой «Look at Your Sun» с пением Джона Л. мимо нот. Следующая песня «Flowers Must Die» представляет собой просто крик и визг Джона Л., близкий по стилю Дамо Судзуки из Can, под интенсивный гитарно-барабанный ритм, а присутствие саксофона придает ей слегка джазовый налет. Общее звучание стало идеальной демонстрацией краут-рокового безумия с неожиданными вихрями и заворотами, на вершине которых гитарные соло Геттшинга и саксофон Велера.. Мягко выражаясь, музыка для разгона вечеринки.
Вторая половина альбома «Schwingungen: Suche / Liebe» (Вибрации: Поиск/Любовь) состоит из «Suche (Поиск)» и «Liebe (Любовь)». «Suche» довольно зловещее космическое произведение, построенное вокруг вибрафона и органа, на «Liebe» в центре находятся гитара и голос. Игра музыкантов на этот раз спокойная с массивным гитарным солированием Геттшинга, которое не выделяется в ансамблевой игре и не доводит слушателя до нездорового возбуждения. Композиция заканчивается практически канонически красивым джемом, почти как у Pink Floyd эпохи Meddle, только в более сверхъестественной и иноземной атмосфере благодаря бессловесной абракадабре(на этот раз — Геттшинга). Выдающийся альбом, если удастся привыкнуть к вокалу.

## Список композиций
Сторона один
1. «Light: Look at Your Sun» — 6:20
2. «Darkness: Flowers Must Die» — 12:20

Сторона два
1. «Schwingungen: Suche / Liebe» — 19:00

## Состав музыкантов
- Ули Попп — бонго
- Вольфганг Мюллер — барабаны, вибрафон
- Хартмут Энке — гитара, бас, электроника
- Мануэль Геттшинг — гитара, орган, электроника, хор
- Матиас Велер — альт-саксофон
- Джон Л. — вокал, варган, перкуссия